# Gymnocephalus
Gymnocephalus, a cui viene dato il nome italiano di acerine, è un genere di pesci ossei d'acqua dolce della famiglia Percidae.

## Distribuzione e habitat
Questo genere ha il suo centro nei fiumi dell'Europa orientale tributari del mar Nero (dal Danubio al Don), di cui sono endemiche tre delle quattro specie. G. cernuus ha invece un areale molto più vasto, esteso dalla Francia alla Siberia orientale. Questa specie è stata introdotta anche in Italia, dove attualmente è poco diffusa.
Popolano habitat molto diversi, spesso in acque ferme o poco mosse di laghi (dove spesso popolano le zone più profonde) o di lanche ma anche in tratti a corrente vivace e perfino nelle acque salmastre degli estuari. Preferiscono zone prive di vegetazione acquatica, con fondo sabbioso o fangoso compatto.

## Descrizione
I Gymnocephalus hanno un aspetto generale piuttosto tipico dei Percidae, simile a quello del persico reale, da cui si distinguono a colpo d'occhio per le pinne dorsali unite. Inoltre gli occhi sono assai più grandi e la bocca più piccola. La sagoma è complessivamente più allungata.
La testa è percorsa da canali sensoriali con le stesse funzioni di quelli della linea laterale.
I colori sono in generale sul verdastro o brunastro con macchie, punti o linee scure tipici per ogni specie, che ne consente il facile riconoscimento.
Le dimensioni sono piccole, di rado superiori ai 20 cm in G. schraetser.

## Biologia
Questi pesci bentonici sono in generale amanti del buio, sono notturni o si muovono in acque torbide o nelle zone profonde dei laghi. La loro agilità nelle tenebre è dovuta al grande sviluppo del sistema sensoriale della linea laterale e dal tapetum lucidum presente nell'occhio. Sono gregari in piccoli banchi.

### Alimentazione
Basata su invertebrati bentonici o piccoli pesci.

### Riproduzione
Avviene in primavera, spesso compiono delle brevi migrazioni per raggiungere le località adatte alla fregola.
Ogni femmina si accoppia con più maschi contemporaneamente. Le uova sono adesive e si attaccano a pietre o vegetazione. Le larve sono pelagiche per breve tempo per scendere poi sul fondo.

## Galleria d'immagini

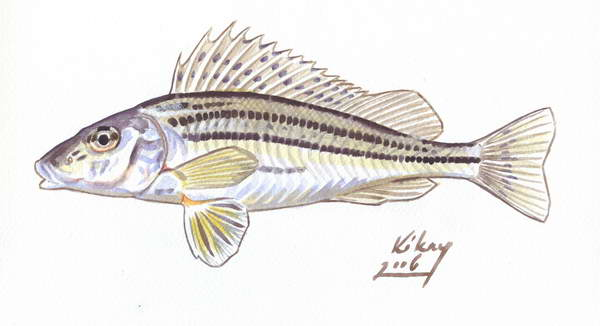
Gymnocephalus schraetzer
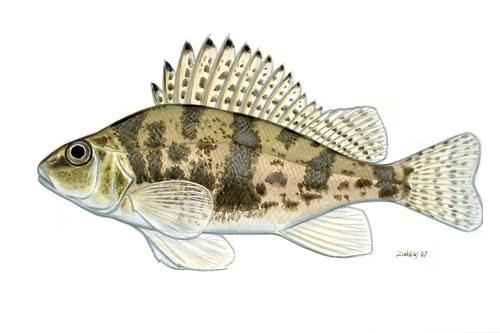
Gymnocephalus baloni
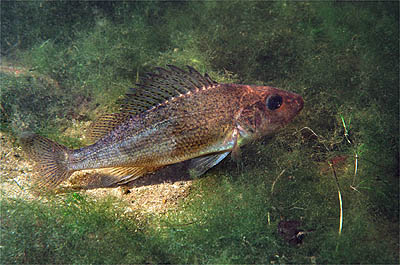
Gymnocephalus cernuus